# Longitarsus celticus
Longitarsus celticus es una especie de insecto coleóptero de la familia Chrysomelidae. Fue descrita científicamente en 1975 por Leonardi.